# Léopold de Saussure
Léopold de Saussure (Genf, 1866. május 30. – Genf, 1925. július 30.) svájci születésű francia tengerésztiszt, sinológus.

## Élete, munkássága
Léopold de Saussure apja a neves svájci minerológus és entomológus Henri Louis Frédéric de Saussure (1829–1905), öccsei pedig a modern nyelvészet megteremtője, Ferdinand de Saussure és az eszperantista, matematikus René de Saussure (1868–1943). Léopold de Saussure mivel a haditengerészetnél szeretett volna szolgálni, apja engedélyével felvette a francia állampolgárságot, és 1885-ben a Francia Haditengerészet kadétja lett. 1887-ben sikeres felvételi vizsgát tett a párizsi École nationale des Langues orientales vivantes-re. 1889–1891-ben Francia-Indokínában, Japánban és Kínában teljesített szolgálatot. Franciaországba visszatérve teljesen a tudományos munkának szentelte magát. Első jelentősebb publikációját Psychologie De La Colonisation Française címen 1899-ben jelentette meg. 1899 és 1922-ig tucatnyi cikke és tanulmánya jelent meg, elsősorban a vezető sinológiai szakfolyóiratban, a T’oung Paoban. Fő kutatási területe az ősi kínai csillagászat és naptárrendszer vizsgálata, amelyekben a korában nagy feltűnést keltő elméleteket dolgozott ki. Egyik ilyen elmélete szerint a kínai csillagászat volt hatással a babilóniai csillagászatra, ellentéttel a korábbi elméletre, miszerint a kínai csillagászat külső, idegen hatásra fejlődött ki. Számos cikkét halála után újra kinyomtatták.
Léopold de Saussure élete utolsó tíz évét ágyhoz kötve töltötte egy rejtélyes, diagnosztizálhatatlan betegség miatt.

## Főbb művei
- de Saussure, Leopold. Psychologie De La Colonisation Française: Dans Ses Rapports Avec Les Sociétés Indigènes. Paris: F. Alcan (1899. március 25.) Internet Archive
- Saussure,, Leopold de (1909). „Les Origines De L'astronomie Chinoise”. T'oung Pao 20 (2), 121–182. o. JSTOR http://www.jstor.org/discover/10.2307/4526145?uid=2&uid=4&sid=21105341461883.
- de Saussure,, Léopold. Le Système Astronomique Des Chinois. Rédaction des archives (1920. március 25.) Download copy; Pdf (automatic download)
- Saussure, Léopold (1920). „Le Voyage Du Roi Mou Au Turkestan Oriental. La Relation Des Voyages Du Roi Mou (Au Xe Siècle Avant J.-C.)”. Journal Asiatique, 151–156, 247–280. o.
- de Saussure, Léopold (1920). „The Calendar of Mu T'ien-Tsz Chuan”. North China Review 2, 513–16. o.
- Saussure, Leopold De (1924). „La Chronologie Chinoise Et L'avènement Des Tcheou”. T'oung Pao, 287–346. o. JSTOR http://www.jstor.org/discover/10.2307/4526764?uid=2&uid=4&sid=21105341461883.
- Saussure, Léopold de. Origine Babylonienne De L'astronomie Chinoise. Geneve: Institut de physique de l'Université (1923. március 25.)
- Saussure, Léopold de. Les Origines De L'astronomie Chinoise. Paris: Librarie orientale et américaine Maisonneuve frères (1930. március 25.) Reprints 10 articles which appeared in T'oung Pao (1909-1922) on ancient Chinese astronomy, calendars, zodiac, etc.

## Fordítás
- Ez a szócikk részben vagy egészben  a   Léopold de Saussure című angol Wikipédia-szócikk ezen változatának fordításán alapul.  Az eredeti cikk szerkesztőit annak laptörténete sorolja fel. Ez a jelzés csupán a megfogalmazás eredetét és a szerzői jogokat jelzi, nem szolgál a cikkben szereplő információk forrásmegjelöléseként.